# Johann Gottfried Terscheck
Johann Gottfried Terscheck (* 1784 in Elsterwerda; † 1870) war ein sächsischer Botaniker und Mitbegründer des Botanischen Gartens in Dresden. Terscheck gehörte zu einer der bekanntesten Gärtnerfamilien Sachsens, deren Mitglieder über mehrere Generationen die sächsische Gartenbaugeschichte mitbestimmten.

## Leben

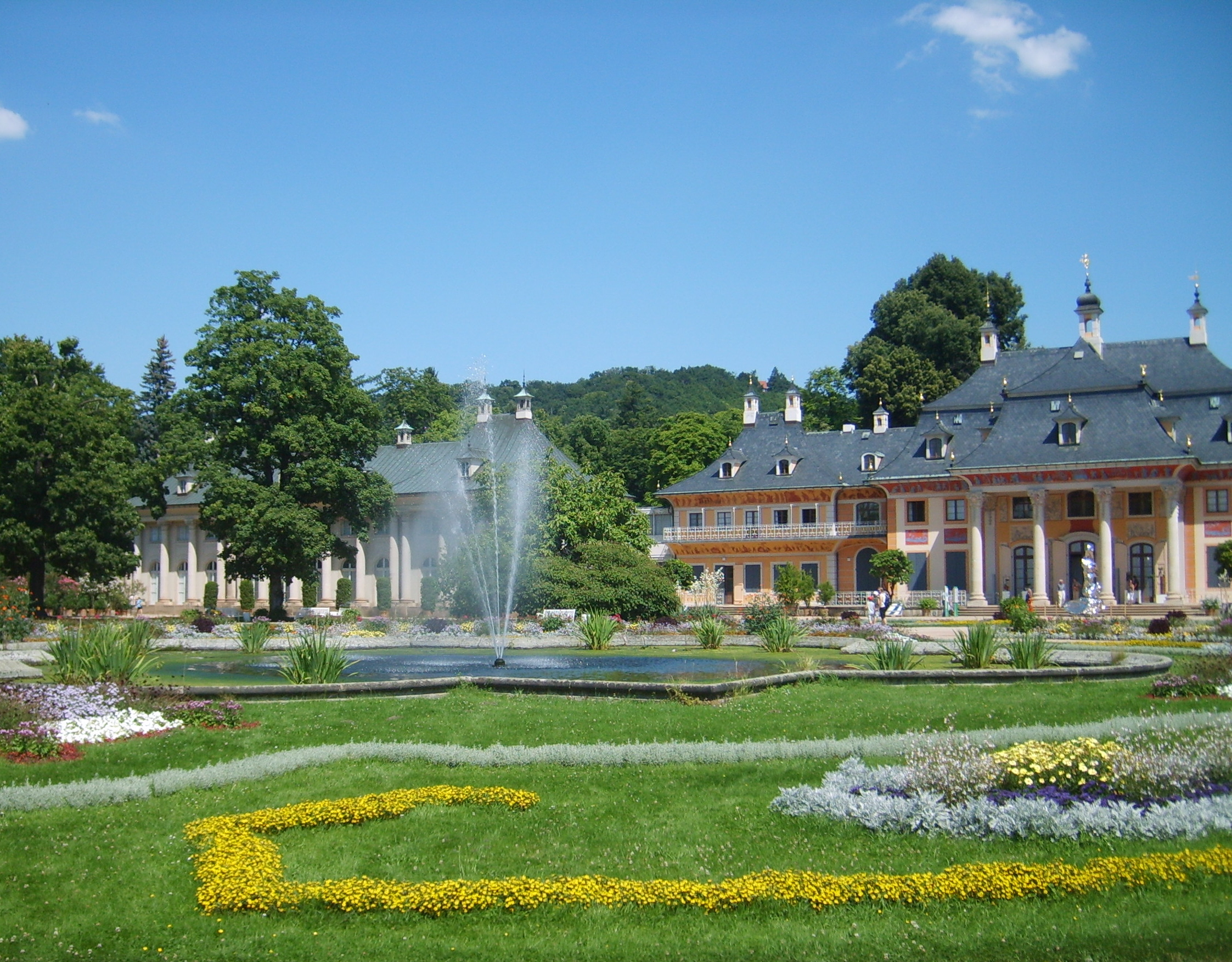
Lustgarten Pillnitz

Terscheck, dessen Vater Johann Matthäus Terscheck dreißig Jahre Hofgärtner im Elsterwerdaer Schlossgarten war, wirkte zunächst als Adjunct im Brühlschen Wallgarten in Dresden. 
Gemeinsam mit Ludwig Reichenbach und seinem Bruder Carl Adolph Terscheck gründete Johann Gottfried Terscheck auf dem Gelände der Bastion Mars der Dresdner Stadtfestung östlich des Kurländer Palais 1820 den Botanischen Garten, der 1889 auf das heutige Gelände an der Stübelallee verlegt wurde. Hier war er zunächst akademisch-botanischer Gärtner, bevor er 1823 eine Stelle als Hofgärtner am Wallgarten antrat.
Von 1832 bis 1865 war Terscheck Hofgärtner im Pillnitzer Schlossgarten, wo er für die Umgestaltung des Lustgartens und den Bau mehrerer Gewächshäuser, wie unter anderem das 1859 erbaute Palmenhaus, verantwortlich war.

## Werke
- Verzeichniss der Staudengewächse, welche im academisch-botanischen Garten im Tausch und Kauf zu erhalten sind. Dresden 1825
- Hortus Regius Pillnitziensis. 1859 (verschollenes Pflanzenverzeichnisses, welches die im Pillnitzer Garten vorhandene Sammlung von über 16.000 Pflanzenarten dokumentierte)

## Ehemalige Lehrlinge
- Gotthelf Wilhelm Poscharsky (1818–1890), Hofgärtner und Gartenarchitekt